# Grande Túnel de Istambul
O Grande Túnel de Istambul (em turco:  Büyük İstanbul Tüneli) é uma proposta de túnel rodoviário e ferroviário em Istambul, que irá cruzar o estreito de Bósforo.

## Projeto
O projeto foi oficialmente anunciado pelo primeiro-ministro Ahmet Davutoğlu em 27 de fevereiro de 2015. O túnel, com 6,5 km de comprimento e 18,80 m de diâmetro, irá consistir em três níveis, dois para tráfego rodoviário e um para tráfego ferroviário. Estará 110 metros abaixo do nível do mar. Situado entre Gayrettepe no lado europeu e Küçüksu no lado asiático, o túnel integrará as rodovias entre os três aeroportos da cidade, Istambul Atatürk, Sabiha Gökçen, Novo Aeroporto de Istambul, e as nove linhas do metrô de Istambul. O custo de todo o projeto é de US$3,5 bilhões. O financiamento será obtido num contrato de construir-operar-transferir.

## Rota
O Fugro Scout, um navio de pesquisa de Cingapura, começou a fazer um levantamento do solo em 28 de julho de 2017, para determinar exatamente a rota que o túnel irá seguir. Iniciadas em 2018, as obras do túnel tinham entrega prevista para 2023. No entanto, problemas relacionados à obtenção das áreas necessárias para o projeto estenderam sua conclusão para 2028.